# Turbinicarpus ysabelae
Turbinicarpus ysabelae ist eine Pflanzenart in der Gattung Turbinicarpus aus der Familie der Kakteengewächse (Cactaceae). Das Artepitheton ysabelae ehrt die US-amerikanische Pflanzensammlerin Ysabel Wright.

## Beschreibung
Turbinicarpus ysabelae wächst einzeln mit gelblich grünen, kugelförmigen bis niedergedrückt kugelförmigen Körpern und hat Faserwurzeln. Die Körper erreichen Wuchshöhen von 4 bis 16 Zentimetern und Durchmesser von 7 bis 20 Zentimeter. Ihre deutlich ausgeprägten, konischen Höcker sind 3 bis 8 Millimeter hoch. Es ist ein aufwärts gebogener Mitteldorn mit einer Länge von 7 bis 20 Millimetern vorhanden, der an der Basis gräulich weiß und darüber dunkler wird. Die 16 bis 20 ausstrahlenden Randdornen sind weißlich, mehr oder weniger gerade und 2 bis 10 Millimeter lang.
Die weißen Blüten sind 1 bis 1,8 Zentimeter lang und weisen Durchmesser von bis zu 7 Zentimetern auf. Die kugelförmigen, grünlichen Früchte sind in der Scheitelwolle verborgen und vertrocknen bei Reife.

## Systematik, Verbreitung und Gefährdung
Turbinicarpus ysabelae ist im mexikanischen Bundesstaat Tamaulipas verbreitet.
Die ersten Pflanzen wurden 1931 durch Arturo F. Moeller gefunden, bzw. von ihm in die Vereinigten Staaten an Ysabel Wright gesandt. Die Betreuerin der Sammlung von Ysabel Wright, Kathe G. Schlange, benannte die Pflanzen nach dem Vornamen von Ysabel Wright.
Die Erstbeschreibung als Thelocactus ysabelae durch Kathe G. Schlange erfolgte 1934. Václav John und Jan Říha (* 1947) stellten die Art 1983 in die Gattung Turbinicarpus. Weitere nomenklatorische Synonyme sind Gymnocactus ysabelae (Schlange) Backeb. (1961), Neolloydia knuthiana var. ysabelae (Schlange) A.T.Powell (1995), Pediocactus ysabelae (Schlange) Halda (1998) und Turbinicarpus saueri subsp. ysabelae (Schlange) Lüthy (1999).
Turbinicarpus ysabelae wird in Anhang I des Washingtoner Artenschutz-Übereinkommen geführt. 

## Nachweise